# Asplenium maderense
Asplenium maderense là một loài dương xỉ trong họ Aspleniaceae. Loài này được Penny, Loud. mô tả khoa học đầu tiên năm 1850.
Danh pháp khoa học của loài này chưa được làm sáng tỏ. 